# Sarah Jessica Parker

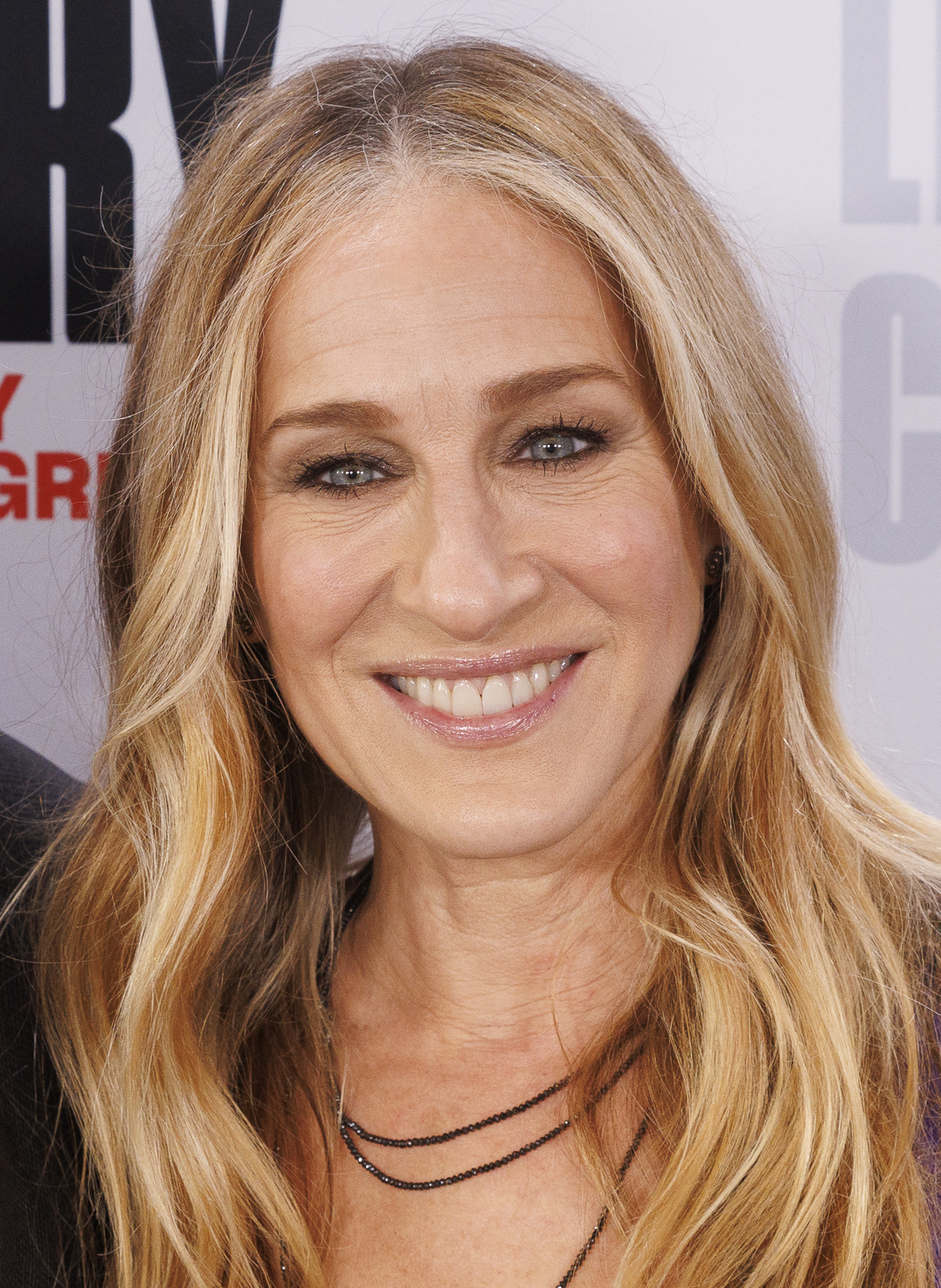
Sarah Jessica Parker (2022)

Sarah Jessica Parker (* 25. März 1965 in Nelsonville, Ohio) ist eine US-amerikanische Schauspielerin und Filmproduzentin.
Sie begann ihre Karriere bereits in jungen Jahren am Broadway und drehte in den 1980er Jahren ihre ersten Kino- und Fernsehfilme. In den 1990er Jahren steigerte sie ihren Bekanntheitsgrad durch Filme wie L.A. Story (1991), … aber nicht mit meiner Braut – Honeymoon in Vegas (1992) und Der Club der Teufelinnen (1996). Der endgültige Durchbruch gelang ihr schließlich durch die Rolle der Sex-Kolumnistin Carrie Bradshaw in der Serie Sex and the City (1998–2004), für die sie u. a. mit dem Emmy, vier Golden Globes und drei Screen Actors Guild Awards ausgezeichnet wurde. Seit dem Ende der Serie spielte Parker in Kinofilmen wie Die Familie Stone – Verloben verboten! (2005) und Zum Ausziehen verführt (2006). Ihre größten kommerziellen Erfolge erzielte sie mit den Filmen Sex and the City – Der Film (2008) und Sex and the City 2 (2010).
Laut US-Magazin Forbes erhielt Parker von 2010 bis 2011 Gagen in Höhe von 30 Mio. US-Dollar, womit sie in diesem Zeitraum neben Angelina Jolie die bestbezahlte Schauspielerin Hollywoods war.

## Leben und Karriere

### Frühe Jahre und Anfänge der Karriere
Sarah Jessica Parker ist das vierte Kind von Stephen Parker, einem Schriftsteller, und Barbara, einer Grundschullehrerin.
Nach der Scheidung ihrer Eltern im Jahr 1969 blieb Parker bei ihrer Mutter, die bald darauf erneut heiratete und mit der Familie nach Cincinnati zog. Aus der zweiten Ehe ihrer Mutter mit dem Lastkraftwagenfahrer Paul Forste gingen weitere vier Kinder hervor.
Parker und ihre Geschwister wurden im jüdischen Glauben erzogen. Obwohl die neunköpfige Familie zeitweilig auf Sozialhilfe angewiesen war, unterstützte Parkers Mutter sie und ihre Geschwister darin, Ballett-, Gesangs- und Schauspielunterricht zu nehmen.
Ihr Schauspieldebüt gab Parker im Alter von acht Jahren in einer kleinen Rolle in dem Fernsehfilm The Little Match Girl (1974). 1976 erhielten sie und ihr Bruder Timothy Britten „Toby“ Parker Rollen in dem Broadway-Stück The Innocents, woraufhin die Familie an die Ostküste zog. Parallel zu ihrem Engagement am Theater besuchte Parker die Manhattan’s Professional Children’s School.
Im Jahr 1979 erhielt sie die Titelrolle in dem Broadway-Musical Annie, in dem sie bis Anfang Januar 1983 spielte. Daneben besuchte sie die Dwight Morrow High School in Englewood, New Jersey. Ihren Schulabschluss machte sie jedoch 1983 an der Hollywood High School in Los Angeles.
1982 spielten sie und ihre spätere Sex-and-the-City-Kollegin Cynthia Nixon Nebenrollen in dem Fernsehfilm Dies ist mein Kind! mit Vanessa Redgrave in der Hauptrolle. Von 1982 bis 1983 spielte Parker eine Hauptrolle in der Fernsehserie Square Pegs und erhielt dafür eine Nominierung für den Young Artist Award als beste Nachwuchsschauspielerin in einer Comedyserie. Square Pegs wurde allerdings bereits nach einer Staffel abgesetzt.

### Karriere in den 1980er und 1990er Jahren
Ihre erste Filmhauptrolle spielte sie in dem Fantasy-Drama Somewhere, Tomorrow (1983). Am 17. Februar 1984 kam Footloose mit Kevin Bacon in der Hauptrolle in die US-amerikanischen Kinos. Für ihre schauspielerische Leistung in dem kommerziell erfolgreichen Tanzfilm war Parker 1985 erneut für den Young Artist Award nominiert, diesmal als beste Nachwuchsschauspielerin in einer Nebenrolle, der Preis ging jedoch an Elisabeth Shue für ihre Darbietung in Karate Kid. Danach war Parker in Moving in – Eine fast intakte Familie (1984) zu sehen. 1985 spielte Parker an der Seite von Helen Hunt in Mit Lippenstift und Eiscreme und ein Jahr später war sie in der Walt-Disney-Produktion Der Flug des Navigators zu sehen. Ende der 1980er übernahm sie einige Rollen in Fernsehfilmen wie Dada bedeutet Tod (1988) an der Seite von Julie Christie und Life Under Water (1989) mit Keanu Reeves. Die Aufmerksamkeit der Filmbranche zog sie schließlich mit ihrer Rolle der quirligen Geliebten SanDeE* in der Steve-Martin-Komödie L.A. Story (1991) auf sich. In einem Interview mit der Chicago Tribune sagte Parker: „Ich hatte diesen Rollentyp noch nie gespielt und es veränderte die Wahrnehmung der Produzenten von mir.“
Einem breiteren Publikum wurde sie danach durch die Filme … aber nicht mit meiner Braut – Honeymoon in Vegas (1992) neben Nicolas Cage, Hocus Pocus (1993) mit Bette Midler, Ed Wood (1994) an der Seite von Johnny Depp, Der Club der Teufelinnen (1996) neben Diane Keaton, Goldie Hawn und Bette Midler sowie Mars Attacks! (1996) mit Jack Nicholson, Pierce Brosnan, Danny DeVito und Glenn Close bekannt.
Neben ihrer Arbeit in Hollywood trat Parker in den 1990ern auch wieder am Broadway auf. Von März 1995 bis Juli 1996 spielte sie in dem Musical How to Succeed in Business Without Really Trying und von Dezember 1996 bis Juni 1997 hatte sie eine Hauptrolle im Stück Once Upon a Mattress.

### Sex and the City
Mitte der 1990er plante der Fernsehproduzent Darren Star eine neue Serie rund um das Leben und Lieben von vier New Yorker Mittdreißigerinnen, basierend auf Candace Bushnells Kolumne Sex and the City, die von 1994 bis 1996 im New York Observer und später auch als Buch erschien. Als Sarah Jessica Parker das Angebot bekam, die Rolle der Sex-Kolumnistin Carrie Bradshaw zu spielen, zögerte sie zunächst vor einem längeren Wechsel von der Kinoleinwand auf den Fernsehbildschirm. Schließlich willigte sie jedoch ein und unterzeichnete den Vertrag, der speziell für sie eine sogenannte „Nackt-Klausel“ enthielt, wonach Parker sich bei den zahlreichen Sexszenen nicht völlig nackt zeigen musste, sondern in Unterwäsche vor der Kamera stehen durfte. Die erste Folge der insgesamt 94-teiligen HBO-Fernsehserie Sex and the City (1998–2004) wurde am 6. Juni 1998 in den USA ausgestrahlt. Die Geschichten um Carrie, Samantha (Kim Cattrall), Miranda (Cynthia Nixon) und Charlotte (Kristin Davis) fesselten bald weltweit ein Millionenpublikum, vornehmlich Zuschauerinnen, an den Fernsehbildschirm und Parker wurde für ihre schauspielerische Leistung 2000, 2001, 2002 und 2004 mit dem Golden Globe und 2004 mit dem Emmy ausgezeichnet.
Die Serie errang Kultstatus und Parker avancierte mit Unterstützung der Kostümbildnerin und Stylistin Patricia Field zur Mode-Ikone. Ab der zweiten Staffel betätigte sich Parker auch als Produzentin einzelner Episoden. Im Februar 2004 wurde die Serie nach sechs erfolgreichen Jahren eingestellt. Parker begründete den Schritt damit, dass man habe aufhören wollen, solange die Serie noch erfolgreich gewesen sei. Laut einigen Zeitungsberichten sei der wahre Grund für das Ende jedoch der private Konflikt zwischen Parker und Cattrall gewesen. Die Schauspielerinnen hätten permanent um das öffentliche Interesse und die bessere Bezahlung gebuhlt, so dass eine weitere Zusammenarbeit unmöglich geworden sei.

### Karriere ab 2005
Nach dem Ende von Sex and the City kehrte sie mit Die Familie Stone – Verloben verboten! (2005) an der Seite von Luke Wilson, Rachel McAdams, Diane Keaton und Dermot Mulroney sowie Claire Danes auf die Kinoleinwand zurück. Der Film erwies sich mit einem weltweiten Einspielergebnis von 92,2 Mio. US-Dollar als kommerziell äußerst erfolgreich, obwohl die Kritiken gemischt ausfielen. Ein Jahr später war sie an der Seite von Matthew McConaughey, Zooey Deschanel und Kathy Bates in Zum Ausziehen verführt zu sehen und 2008 spielte sie in Smart People und in dem Drama Spinning Into Butter.
Gerüchte um eine Verfilmung von Sex and the City machten bereits kurz nach dem Serienfinale die Runde. 2007 wurde das Kinovorhaben konkret, die Dreharbeiten begannen noch im Herbst desselben Jahres. Sex and the City – Der Film kam im Mai 2008 in die Kinos und wurde mit einem weltweiten Einspielergebnis von 415,2 Mio. US-Dollar ein großer Erfolg. Danach spielte Parker an der Seite von Hugh Grant in der Komödie Haben Sie das von den Morgans gehört? (2009), die jedoch weder Kritiker noch Kinogänger überzeugen konnte.

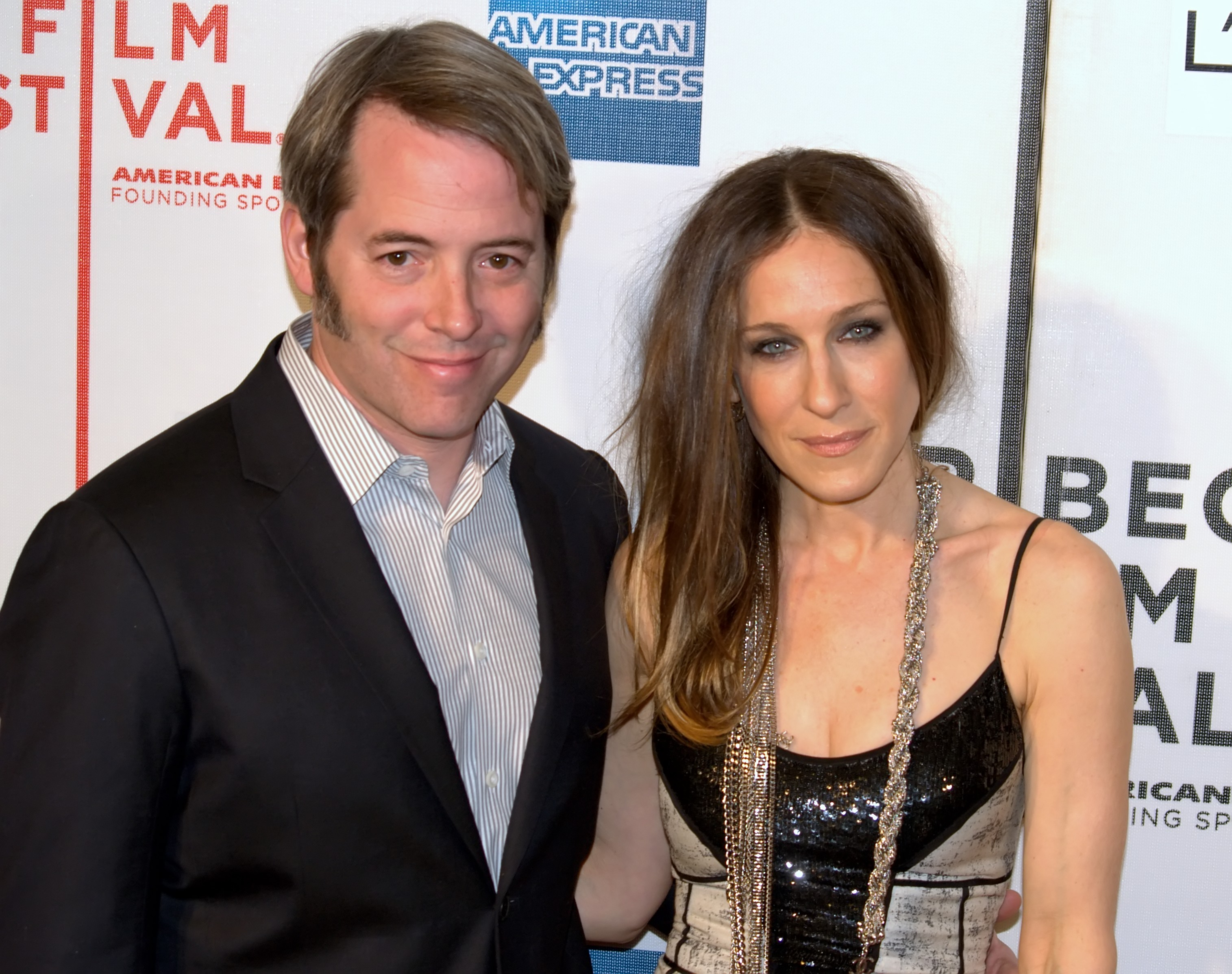
Parker mit ihrem Mann Matthew Broderick in New York, 2009

Mit einem Produktionsbudget von 100 Mio. US-Dollar begannen 2009 die Dreharbeiten zu Sex and the City 2 in New York und Marokko.
Mit einem weltweiten Einspielergebnis von 288,3 Mio. US-Dollar und schlechten Kritiken blieb die zweite Serienverfilmung deutlich hinter den allgemeinen Erwartungen zurück.
2010 moderierte die Schauspielerin die Bambi-Verleihung in Potsdam und wurde als Überraschung selbst mit dem Medienpreis ausgezeichnet. Es folgten weitere Film- und Fernsehauftritte. Von 2016 bis 2019 war sie in der Serie Divorce zu sehen.
Zwischen Juni 2007 und Juni 2008 erhielt sie Gagen in Höhe von 18 Mio. US-Dollar und rangierte damit hinter Cameron Diaz, Keira Knightley, Jennifer Aniston, Reese Witherspoon, Gwyneth Paltrow und Jodie Foster auf Platz sieben. 2011 hatten sie und Angelina Jolie in einem neuerlichen Forbes-Ranking die Spitzenposition mit Jahresgagen in Höhe von jeweils 30 Mio. US-Dollar inne.

### Privatleben
Während der Dreharbeiten zu Moving in – Eine fast intakte Familie (1984) wurden Sarah Jessica Parker und ihr Filmpartner Robert Downey Jr. ein Paar und die Beziehung hielt sieben Jahre.
Danach war sie kurze Zeit mit Nicolas Cage, den sie bei den Dreharbeiten von Honeymoon in Vegas (1992) kennengelernt hatte, und John F. Kennedy, Jr. liiert.
Am 19. Mai 1997 heiratete Parker ihren Kollegen Matthew Broderick, den sie bei der New Yorker Naked Angels Theatre Company kennengelernt hatte, deren Mitbegründer ihre beiden Brüder Pippin und Timothy Parker waren. Das Paar lebt mit einem Sohn (* 28. Oktober 2002) und Zwillingstöchtern (* 23. Juni 2009) in New York. Die Zwillinge wurden von einer Leihmutter ausgetragen.

## Filmografie
- 1974: The Little Match Girl (Fernsehfilm) nicht im Abspann genannt
- 1980: Drawing Power (Zeichentrickserie, Synchronstimme)
- 1980: 3-2-1 Contact (Fernsehserie, 3 Episoden)
- 1982: Dies ist mein Kind! (My Body, My Child)
- 1982–1983: Square Pegs (Fernsehserie)
- 1983: Somewhere, Tomorrow
- 1984: Footloose
- 1984: Junge Schicksale (ABC Afterschool Specials, Fernsehserie, Episode: The Almost Royal Family)
- 1984: Moving in – Eine fast intakte Familie (Firstborn)
- 1985: Mit Lippenstift und Eiscreme (Girls Just Want to Have Fun)
- 1985: Going for the Gold: The Bill Johnson Story (Fernsehfilm)
- 1986: Hotel (Fernsehserie, Episode: Hearts Divided)
- 1986: The Alan King Show (Fernsehfilm)
- 1986: Der Flug des Navigators (Flight of the Navigator)
- 1986–1988: Ein Schicksalsjahr (A Year in the Life, Fernsehserie)
- 1987: Hallmark Hall of Fame (Fernsehserie, Episode: The Room Upstairs)
- 1988: Dada bedeutet Tod (Dadah Is Death, Fernsehfilm)
- 1989: Life Under Water (Fernsehfilm)
- 1989: Pursuit (Fernsehfilm)
- 1989: The Ryan White Story (Fernsehfilm)
- 1990–1991: Equal Justice (Fernsehserie)
- 1991: L.A. Story
- 1992: Ich will meine Kinder zurück! (In the Best Interest of the Children, Fernsehfilm)
- 1992: … aber nicht mit meiner Braut – Honeymoon in Vegas (Honeymoon in Vegas)
- 1993: Hocus Pocus – Drei zauberhafte Hexen (Hocus Pocus)
- 1993: Tödliche Nähe (Striking Distance)
- 1994: Ed Wood
- 1994: Die Larry Sanders Show (The Larry Sanders Show, Fernsehserie, Episode: Next Stop Bottom)
- 1995: Owen (Zeichentrickkurzfilm, Erzählerin)
- 1995: Miami Rhapsody – Heiße Nächte in Florida (Miami Rhapsody)
- 1996: Sonny Boys (The Sunshine Boys, Fernsehfilm)
- 1996: Wenn Lucy springt (If Lucy Fell)
- 1996: The Substance of Fire
- 1996: Der Club der Teufelinnen (The First Wives Club)
- 1996: Extrem… mit allen Mitteln (Extreme Measures)
- 1996: Mars Attacks!
- 1997: Zwei Singles in L.A. (’Til There Was You)
- 1998: Stories from My Childhood (Zeichentrickserie, Erzählerin)
- 1998–2004: Sex and the City (Fernsehserie, 94 Episoden)
- 1999: Dudley Do – Right
- 2000: State and Main
- 2002: Life Without Dick – Verliebt in einen Killer (Life Without Dick)
- 2005: Strangers With Candy
- 2005: Die Familie Stone – Verloben verboten! (The Family Stone)
- 2006: Zum Ausziehen verführt (Failure To Launch)
- 2007: Der Feind in Dir (Spinning Into Butter)
- 2008: Sex and the City – Der Film (Sex and the City: The Movie)
- 2008: Smart People
- 2009: Haben Sie das von den Morgans gehört? (Did You Hear About the Morgans?)
- 2010: Sex and the City 2
- 2011: Der ganz normale Wahnsinn – Working Mum (I Don’t Know How She Does It)
- 2011: Happy New Year (New Year’s Eve)
- 2012–2013: Glee (Fernsehserie)
- 2013: Nix wie weg – vom Planeten Erde (Escape from Planet Earth, Stimme)
- 2015: Traummann im zweiten Anlauf (All Roads Lead to Rome)
- 2016–2019: Divorce (Fernsehserie, 24 Episoden)
- 2016: Nightcap (Fernsehserie, Episode 1x01)
- 2018: Im Hier und Jetzt – Der beste Tag meines Lebens (Here and Now)
- 2021–2025: And Just Like That … (Fernsehserie, 33 Episoden)
- 2022: Hocus Pocus 2
- 2022: The Estate – Erben leicht verkackt (The Estate, Produzentin)

## Auszeichnungen (Auswahl)
American Comedy Award

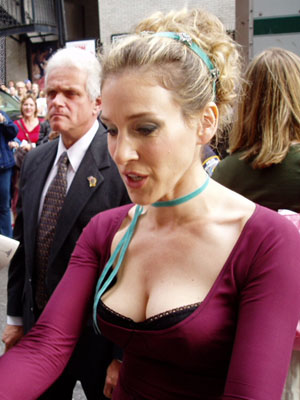
Parker, 2003

- 2000: Nominierung als beste Hauptdarstellerin in einer Fernsehserie für Sex and the City
- 2001: Nominierung für ihren Auftritt bei den MTV Movie Awards 2000

Bambi
- 2010: „Überraschungsbambi“ für ihre Errungenschaften im Filmgeschäft

Emmy Award
- 1999, 2000, 2001, 2002, 2003: Nominierung als Beste Hauptdarstellerin in einer Comedy-Serie für Sex and the City
- 2004: Auszeichnung als Beste Hauptdarstellerin in einer Comedy-Serie für Sex and the City

Golden Globe Award
- 1999, 2003, 2005: Nominierung als Beste Serien-Hauptdarstellerin – Komödie oder Musical für Sex and the City
- 2000, 2001, 2002, 2004: Auszeichnung als Beste Serien-Hauptdarstellerin – Komödie oder Musical für Sex and the City
- 2006: Nominierung als beste Hauptdarstellerin in einer Komödie oder einem Musical für Die Familie Stone – Verloben verboten!
- 2017: Nominierung als Beste Serien-Hauptdarstellerin – Komödie oder Musical für Divorce

Hasty Pudding Theatricals
- 2002: Auszeichnung als Woman of the Year

Satellite Award
- 1997: Nominierung als beste Nebendarstellerin in einer Komödie oder einem Musical für Der Club der Teufelinnen

Screen Actors Guild Award
- 2000, 2002, 2005: Nominierung als beste Hauptdarstellerin in einer Comedy-Serie für Sex and the City
- 2001: Auszeichnung als beste Hauptdarstellerin in einer Comedy-Serie für Sex and the City
- 2001, 2003, 2005: Nominierung als bestes Ensemble in einer Comedy-Serie für Sex and the City gemeinsam mit Kim Cattrall, Kristin Davis und Cynthia Nixon
- 2002, 2004: Auszeichnung als bestes Ensemble in einer Comedy-Serie für Sex and the City gemeinsam mit Kim Cattrall, Kristin Davis und Cynthia Nixon

Young Artist Award
- 1984: Nominierung als beste Nachwuchsdarstellerin in einer Comedy-Serie für Square Pegs
- 1985: Nominierung als beste Nachwuchsdarstellerin in einer Komödie oder einem Musical-, Drama- oder Abenteuerfilm für Footloose

Negativpreise
- Im November 2007 wurde ihr von der US-amerikanischen Ausgabe der Zeitschrift Maxim der Titel „The Unsexiest Woman Alive“ verliehen.[22]
- Im Frühjahr 2008 belegte Sarah Jessica Parker den achten Platz bei der Wahl zur „Unsexiest Woman Alive“ des Magazins FHM.
- Im Februar 2011 gewann sie die Goldene Himbeere als schlechteste Schauspielerin für Sex and the City 2 (zusammen mit Kim Cattrall, Kristin Davis, Cynthia Nixon)
- Im Februar 2011 gewann sie die Goldene Himbeere als Teil des schlechtesten Schauspielerensembles für Sex and the City 2